# Eksperyment w warunkach naturalnych
Eksperyment naturalny – eksperyment wykonywany w warunkach naturalnych, poza laboratorium.
W trakcie wykonywania eksperymentu naturalnego badacz kontroluje tylko część warunków, które mają bezpośredni wpływ na wynik eksperymentu. Pozostałe są całkowicie niekontrolowane, jednak dzięki temu, że eksperyment jest wykonywany w środowisku, w którym badane zjawisko zwykle ma miejsce, otrzymane wyniki można uznać za reprezentatywne i możliwe do uogólnienia. Eksperymenty naturalne często sprowadzają się do prostej obserwacji – czasami jednak mogą być celowo aranżowanymi sytuacjami.
Badania, które podejmują problem wnioskowania przyczynowego nie stosując kontrolowanej randomizacji i manipulacji eksperymentalnej nazywa się quasi-eksperymentami; do ich analizy rozwinięto liczne techniki pozwalające w sztuczny i możliwie wiarygodny sposób wyróżnić obserwacyjny odpowiednik grupy kontrolnej i eksperymentalnej.
Eksperyment naturalny ma dużą wartość w naukach społecznych i niektórych biologicznych (np. pedagogice, socjologii, psychologii, zoologii itp.). W naukach tych eksperymenty laboratoryjne tworzą bowiem sztuczne warunki, w których ludzie lub zwierzęta mogą się sztucznie zachowywać, mimo prawidłowego zachowania wszelkich procedur metodologicznych. Badacze są zdania, że sztuczne warunki eksperymentalne bardzo często zawierają tak zwane ukryte wymagania sytuacji eksperymentalnej, czyli wskazówki które podpowiadają, jakich wyników oczekuje badacz (jest to tak zwany wpływ oczekiwań badacza). Badani podporządkowują się tym wskazówkom i zachowują się tak, jak nie zachowaliby się gdyby nie brali udziału w badaniu. W związku z tym eksperymenty mogą w sztuczny sposób potwierdzać oczekiwania badacza.
Przykłady eksperymentów naturalnych
- Liczenie ilu przechodniów przejdzie na czerwonym świetle za osobą dobrze ubraną, a ilu wtedy, gdy jest źle ubrana (wpływ ubioru na skłonność ludzi naśladowania).
- Sprawdzanie jakie szanse na wygraną przewidują hazardziści przed podejściem do okienka w którym obstawia się konia i tuż po zawarciu zakładu (wpływ nieuchronności swojej decyzji na subiektywne oszacowanie szans na zwycięstwo).
- Mierzenie czasu przejazdu przez skrzyżowanie kierowców, w których wpatruje się eksperymentator w porównaniu z tymi, w których się nie wpatruje (czy wpatrywanie jest odbierane jako groźba?)
- Ile cukierków zjedzą dzieci w przedszkolu z miseczki, z której nie powinny ich brać w zależności od tego czy miseczka ta stoi przed lustrem, czy przy ścianie (czy lustro wywołuje skłonność do podporządkowania się normom, jako że ludzie czują się obserwowani).
- Ilu kierowców zatrzymuje się przy ładnie wyglądającym kierowcy zepsutego samochodu, a ilu przy brzydko wyglądającym (czy uroda wpływa na naszą chęć niesienia pomocy innym?).

Zobacz też: eksperyment kliniczny